# Котовское (Кыргызстан)
Котовское (кирг. Котовский) — село в Ысык-Атинском районе Чуйской области Кыргызстана. Входит в состав Ак-Кудукского айылного аймака.

## География
Село расположено на севере центральной части области, на расстоянии приблизительно 1 километра (по прямой) к северу от города Кант, административного центра района. Абсолютная высота — 728 метров над уровнем моря.

## Население
Согласно оценочным данным Национального статистического комитета Кыргызской Республики, численность населения села на начало 2023 года составляла 256 человек.
| год     | 2009 | 2014 | 2015 | 2020 | 2021 | 2023 |
| ------- | ---- | ---- | ---- | ---- | ---- | ---- |
| человек | 186  | 166  | 170  | 186  | 186  | 256  |